# Anoplodactylus allotrius
Anoplodactylus allotrius is een zeespin uit de familie Phoxichilidiidae. De soort behoort tot het geslacht Anoplodactylus. Anoplodactylus allotrius werd in 1979 voor het eerst wetenschappelijk beschreven door Child. 